# Gli amori di Ercole
Gli amori di Ercole è un film del 1960 diretto da Carlo Ludovico Bragaglia.

## Trama
Megara, la moglie di Ercole, viene uccisa da Eurito, re di Ecalia, e lui si mette in viaggio per andare a vendicarla. Ercole ignora che Eurito è stato ucciso per volere di Licos e al suo posto ora regna la figlia Deianira. Arrivato al suo cospetto la fanciulla si offre al muscoloso eroe perché si vendichi su di lei e non infligga dolore al suo popolo.
Ercole si innamora della ragazza e rinuncia alla sua vendetta. Nel frattempo il malvagio Licos, un ministro del padre di Deianira, trama e complotta per prendere il potere. Licos ordina al suo sicario Filarete di uccidere Achelo, il promesso sposo di Deianira, per poi far ricadere la colpa su Ercole. Ercole scopre la verità e cerca di uccidere il sicario, ma questi nel tentativo di sfuggirgli viene ferito mortalmente dall'Idra. Anche Ercole subisce l'attacco della leggendaria creatura e ingaggia una dura battaglia dal quale esce vincitore ma gravemente ferito.
Ercole viene soccorso dall'amazzone Nemea che lo trasporta nel palazzo della regina delle amazzoni Ippolita. Ippolita vorrebbe divertirsi trasformando Ercole in un uomo-pianta ma Nemea si ribella e ridesta Ercole aiutandolo a fuggire. Nemea paga con la vita il tradimento verso la sua regina, la quale viene a sua volta stritolata da un uomo-pianta, uno dei suoi vecchi innamorati che hanno subito la trasformazione. Nel frattempo Licos si è impossessato del trono ed ha rinchiuso Deianira nelle prigioni. Ercole se ne va in cerca di un esercito, quando lo trova torna indietro ma scopre che il popolo si è ribellato e ha detronizzato Licos, che è fuggito portando Deianira con sé verso la tana di un mostro umanoide. La creatura uccide Licos, ma Ercole uccide il mostro e salva la sua amata.

## Distribuzione
Il film venne distribuito in Italia il 19 agosto 1960, in Francia il 28 dicembre 1960 e negli Stati Uniti nel 1966.